# Ford 472A
La Ford 472A è un'autovettura di fascia alta prodotta dal 1946 al 1948 dalla Casa automobilistica franco-statunitense Ford SAF.

## Profilo
La 472A fu la prima vettura prodotta dalla Ford francese al termine della Seconda guerra mondiale. Assemblata negli stabilimenti di Poissy, la 472A era in pratica la replica di una vettura prodotta negli Stati Uniti prima della guerra con i marchi Ford e Lincoln ed in Francia con il marchio Matford.

Non si trattava dunque di niente di nuovo. Nessuna novità neppure dentro al vano motore, dove si trovava posto un V8 da 2225 cm³, in grado di erogare una potenza massima di 60 CV a 3800 giri/min. Era lo stesso motore montato sulle Matford d'anteguerra.

Anche il resto delle soluzioni tecniche era decisamente antiquato: l'assale rigido sia sul retrotreno che sull'avantreno erano assai superate, dal momento che si stava già iniziando a diffondere la soluzione a ruote indipendenti.

La trazione anteriore ed il cambio a 3 marce completano la panoramica tecnica della 472A. La velocità massima era di 120 km/h.

Ma già nel 1948, la 472A fu tolta di produzione per lasciare il posto ad un modello nuovo, la Vedette.